# إدوارد إل. غريني
إدوارد إل. غريني (بالإنجليزية: Edward Lawrence Greene)‏ هو مدير فني أمريكي، ولد في 29 مارس 1884 في نيو هيفن في الولايات المتحدة، توفي بنوبة قلبية في 27 سبتمبر 1952 في مامارونيك ، نيويورك.